# Anchorage
Anchorage (angleška izgovorjava: /ˈæŋkərɪdʒ/, dob. 'sidrišče') je največje mesto ter gospodarsko središče ameriške zvezne države Aljaska. Leži na jugu osrednjega dela Aljaske, ob obali podolgovatega Cookovega zaliva, ki je del Aljaškega zaliva in Tihega oceana. Po popisu prebivalstva iz leta 2020 je v mestu živelo 291.247 ljudi, kar je približno 40 odstotkov vseh prebivalcev zvezne države Aljaska.
Prvotno stalno naselje se je začelo razvijati leta 1914, ko se je na tem mestu začela gradnja železnice. Ko je potekala gradnja prvih hiš, so priseljenci živeli v šotorih. Anchorage je uraden status mesta dobil 23. novembra 1920. Aljaška železnica je bila dokončana leta 1923, Anchorage pa je postal ena glavnih postaj na njej.
Razvoj mesta se je nadaljeval med letoma 1930 in 1950 zaradi razvoja letalske in vojaške tehnologije. Anchorage leži približno na polovici zračne razdalje med New Yorkom in Tokiem, zato na mestnem mednarodnem letališču Teda Stevensa pogosto pristajajo tovorna letala, ki se tu oskrbijo z gorivom. V bližini stoji tudi oporišče ameriške vojske Elmendorf–Richardson.
Anchorage je 27. marca 1964 prizadel močan potres, ki je povzročil precejšnjo škodo. V središču potresa je bila izmerjena magnituda 9,2, kar pomeni, da je ta potres drugi najmočnejši v zgodovini z natančno ugotovljeno močjo.